# James Sinegal
James Sinegal (* 1. Januar 1936 in Pittsburgh, Pennsylvania) ist ein US-amerikanischer Unternehmer und Co-Gründer der Einzelhandelskette Costco Wholesale, die nach Walmart zweitgrößte Einzelhandelskette der Welt.

## Werdegang
Sinegal besuchte die Helix High School in La Mesa. Anschließend studierte er am San Diego City College, das er 1955 erfolgreich verließ. Danach studierte er an der San Diego State University, die er 1959 erfolgreich verließ.

## Unternehmertum
Im Jahr 1983 gründete Sinegal mit seinem Partner Jeffrey Brotman das Unternehmen Costco Wholesale. Das Unternehmen hat seinen Hauptsitz in Issaquah, Washington, beschäftigt weltweit etwa 304.000 Mitarbeiter (Stand: 2022) und macht einen Jahresumsatz von etwa 222 Mrd. US-Dollar (Stand: 2022).